# Ziemia Hurdów

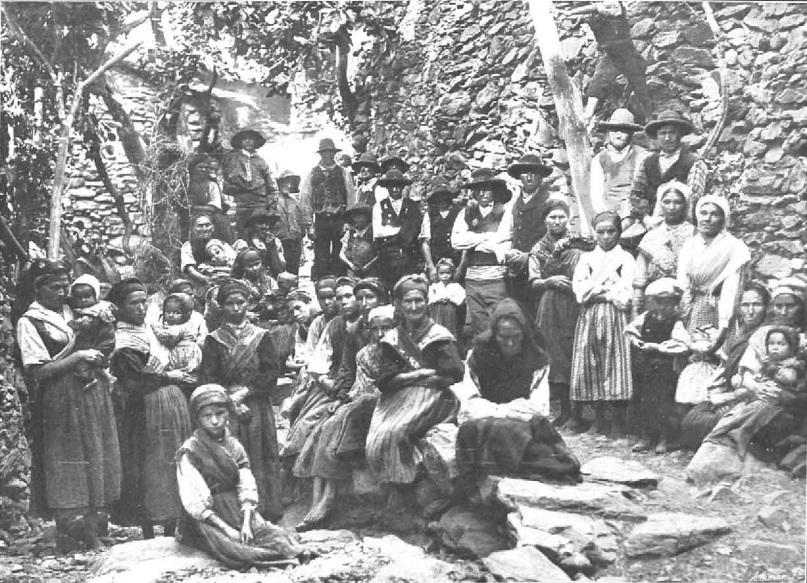
Grupa jurdanos (mieszkańców Las Hurdes) w obiektywie fotografa Venancio Gombau, przed 1908 rokiem

Ziemia Hurdów (tytuł także tłumaczony jako Ziemia bez chleba; hiszp. Las Hurdes, tierra sin pan) – 27-minutowy film dokumentalny wyreżyserowany przez Luisa Buñuela i współtworzony przez Buñuela i Ramona Acina. Scenariusz został napisany przez Buñuela, Rafaela Sancheza Venturę i Pierre Unika, a operatorem kamery był fotograf Eli Lotar.
Film powstał pomiędzy 23 kwietnia a 22 maja 1932 roku. Był to pierwszy stricte hiszpański film w karierze Buñuela i jedyny film dokumentalny, jaki nakręcił. Film skupia się na hiszpańskim regionie Las Hurdes, górzystej krainie wokół miasta La Alberca na dalekiej północy prowincji Estremadura, i skrajnym ubóstwie jego mieszkańców, którzy żyją w takim zacofaniu i odcięciu od świata, że nieznany jest im nawet wynalazek wypieku chleba.
Surrealistyczny film, przedstawiający skrajną biedę i zacofanie hiszpańskiej prowincji, wzbudził w Hiszpanii skrajne emocje, a w latach 1933–1936 obowiązywał zakaz jego pokazywania w kinach republikańskiej Hiszpanii. Współczesny filmowiec i historyk filmu Jeffrey Ruoff uznał obraz Bunuela za rewolucyjny i wyprzedzający swoją epokę.

## Produkcja
Głównym źródłem pieniędzy na realizacje filmu były rządowe dotacje przyznane za zatrudnienie do filmu osieroconych dzieci. Buñuel stworzył ten film po przeczytaniu badań etnograficznych pt. Las Jurdes: étude de géographie humaine napisanych w 1927 roku przez Maurice'a Legendre. Przyjął surrealistyczne podejście do idei antropologicznej ekspedycji. W rezultacie powstał film, w którym ekstremalne opisy narratora o ludzkim nieszczęściu kontrastują z jego niezainteresowanym i płytkim sposobem bycia.
Buñuel mawiał: „byłem w stanie sfilmować Las Huerdes dzięki Amonowi Racidowi, anarchiście z Huesca, który pewnego dnia w kawiarni w Saragossie powiedział mi: Luis, jeżeli kiedykolwiek wygram na loterii pieniądze, przeznaczę dla ciebie, abyś mógł zrobić film. Wygrał 100 tysięcy peset i 20 tysięcy na zrobienie mojego filmu”.
Ten film jest dokumentem parodiującym kręcone w tym czasie przesadzone dokumenty podróżnicze opowiadające o Saharze. Jednym z celów Buñuela było ukazanie, że w Hiszpanii również jest kilka okropnych obiektów na dokumenty tego typu.
Film był niemy, kiedy Buñuel kręcił go w pierwotnej wersji. Za tło muzyczne służyły fragmenty czwartej symfonii Johanesa Brahmsa. Narracja francuskiego aktora Abla Jacquina została dodana w Paryżu w 1935 roku.
Podczas kręcenia filmu zostały zabite dwa zwierzęta. Pierwszym z nich był osioł posmarowany miodem i pożądlony na śmierć przez pszczoły. Innym zwierzęciem była kozica górska zastrzelona przez ekipę filmową na potrzeby następnej sceny.

## Premiera i zapis cenzorski
Premiera odbyła się w grudniu 1932 w madryckim Pałacu Prasy (hiszp. Palacio de Prensa). Na częściowo prywatny pokaz zaproszono całą śmietankę intelektualną stolicy Hiszpanii. Pokazowi filmu w jego pierwszej jeszcze wersji, towarzyszyła muzyka puszczana z gramofonu oraz komentarz narratora odczytywany osobiście przez samego Buñuela. Podczas premierowego pokazu doszło do scysji między reżyserem a Gregorio Marañónem, dawnym asystentem króla Alfonsa XIII Burbona podczas jego podróży do regionu Las Hurdes w 1922 roku i byłym dyrektorem Królewskiego Patronatu (hiszp. Patronato Real), organizacji powołanej wkrótce po podróży w celu poprawy sytuacji mieszkańców regionu.
W jej wyniku siły konserwatywne doprowadziły do zakazu rozpowszechniania obrazu na terenie całej Hiszpanii. Oficjalnym powodem zapisu cenzorskiego było „szkalowanie dobrego imienia narodu hiszpańskiego”.

## Dalsze prace
Mimo oficjalnego zakazu, film bywał wyświetlany na zamkniętych pokazach, m.in. w czerwcu 1934 w Saragossie. Dokument pokazywano również we Francji, gdzie spotkał się z bardzo pozytywnym przyjęciem. W prasie hiszpańskiej ukazywały się również recenzje filmu, w dużej mierze podkreślające jego rewolucyjny charakter i wyjątkowe walory artystyczne. Dziennikarz Francisco Marroquí pisał, że Buñuelowi udało się „trafić w sam nerw tego, czym jest dokument”:

Głód, głód Las Hurdes. Tragedia prostych ludzi. Głód, zmęczenie i śmierć. Życie nie ma im nic więcej do zaoferowania. 
Z jakiego tajemniczego powodu trzymają się tej przeklętej ziemi ci, którym nie ma ona nic do zaoferowania? Zadajemy sobie to pytanie gdy już budzimy się z koszmaru, w który wpędził nas film Buñuela. Film, podobnie jak książka Legendre, powstały z miłości. Wystarczy chwilę zadumać się nad tą pieską egzystencją by poczuć falę współczucia. Ten dokument mówi sam za siebie. Pokazując dokładnie rzeczywistość Buñuel osiągnął przeistoczenie faktu w ideę. Dotknął samego nerwu tego, czym jest dokument.

Pojawiają się jednak również głosy oskarżające Buñuela o sprzeniewierzenie się idei filmu dokumentalnego, spreparowanie lub zmyślenie kilku scen, w szczególności pożarcia osła przez pszczoły oraz pogrzebu dziecka.
W tym czasie Buñuel pracował w Paryżu wraz z Pierre Unikiem nad komentarzem, który kilka lat później przybierze formę narracji dodanej do filmu podczas jego udźwiękowienia.
Zakaz zniesiono dopiero w kwietniu 1936, gdy do władzy w Republice Hiszpańskiej doszły siły bardziej postępowe. Po zwycięstwie wyborczym Frontu Ludowego zapis cenzorski zdjęto i już pod koniec kwietnia obraz znów trafił na ekran madryckiego kina Cinestudio Imagen w Pałacu Prasy. Wznowienie wyświetlania filmu wywołało nową falę pochlebnych recenzji, których autorzy często podkreślali, że film jest zalążkiem nowej ery w kinie hiszpańskim i może stać się zaczynem, z którego wyrośnie zupełnie nowa szkoła hiszpańskiego dokumentu. Nadzieje te ostatecznie nie ziściły się z powodu wybuchu hiszpańskiej wojny domowej.

## Recepcja
W czasie hiszpańskiej wojny domowej film Buñuela wykorzystywano poza granicami Hiszpanii do oczerniania strony frankistowskiej jako wspierającej nędzę i zacofanie. Tym samym region Las Hurdes połączony został w świadomości wielu odbiorców z istniejącą od wieków tzw. czarną legendą Hiszpanii (leyenda negra española).
Film świadomie polemizował również z ckliwą i sentymentalną historią wizyty w regionie Las Hurdes króla Hiszpanii w 1922 roku. Hiszpanie zapamiętali z niej głównie utrwalone w dziesiątkach reportaży, zdjęć i innych tekstów kultury przedstawienia płaczącego króla, wzruszonego dolą mieszkańców tego regionu. Z wizyty tej nie wynikło jednak dla nich nic konkretnego. Tymczasem, jak podnosiła ówczesna krytyka, film Buñuela przedstawiał biedę i cierpienia mieszkańców Las Hurdes w sposób arcyrealistyczny i naturalistyczny, bez zbędnych upiększeń czy łatwych rozwiązań. Zakrawa na ironię fakt, że premiera i zapis cenzorski zbiegły się w czasie z ponowną wizytą króla w regionie, która jednak potwierdziła, że mimo środków podjętych dekadę wcześniej, region ten nadal jest zacofany, dotknięty biedą, chorobami i głodem.
Krytycy podkreślali również, że tylko pozornie w filmie tym Buñuel odszedł od surrealizmu: los biedoty mieszkającej w odizolowanej od reszty świata krainie przedstawiony jest w sposób realistyczny, ale za pomocą realistycznych środków autor osiąga to, co surrealiści chcieli osiągnąć od dawna za pomocą środków „pokrętnych”.

## Obsada
- Abel Jacquin (głos)
- Alexandre O'Neill (głos)